# Daniel Sturgeon

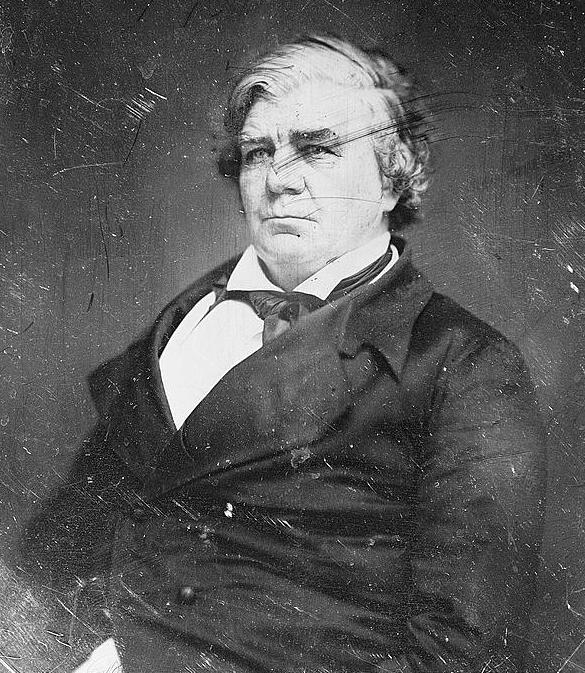
Daniel Sturgeon

Daniel Sturgeon (* 27. Oktober 1789 in Mount Pleasant, York County, Pennsylvania; † 3. Juli 1878 in Uniontown, Pennsylvania) war ein US-amerikanischer Politiker, der den Bundesstaat Pennsylvania im US-Senat vertrat.
Sturgeon, der im heutigen Adams County geboren wurde, besuchte zunächst die öffentlichen Schulen seiner Heimat, ehe er 1804 mit seinen Eltern in den Westen Pennsylvanias zog, wo sich die Familie in der Nähe von Pittsburgh niederließ. Er graduierte am Jefferson College in Canonsburg und am Jefferson Medical College in Philadelphia. Ab 1813 war er als Arzt in Uniontown beschäftigt, später wurde er Leichenbeschauer im Fayette County.
Politisch betätigte sich Sturgeon erstmals als Abgeordneter des Repräsentantenhauses von Pennsylvania von 1818 bis 1824. 1825 zog er in den Staatssenat ein, wo er bis 1830 verblieb und von 1828 bis 1830 als dessen Präsident fungierte. Zwischen 1830 und 1836 war er als Revisor (Auditor General) des Staates tätig, von 1838 bis 1839 war er dessen Finanzminister (State Treasurer).
Nachdem es der Legislative Pennsylvanias nicht gelungen war, für die am 4. März 1839 beginnende Sitzungsperiode des US-Senats einen Vertreter ihres Staates zu wählen, entfiel das Votum in einer Nachwahl dann auf den Demokraten Sturgeon, der am 14. Januar 1840 seinen Sitz einnahm und nach einer Bestätigung im Amt bis zum 3. März 1851 im Kongress verblieb. Während seiner Zeit im Senat war er unter anderem Ausschussvorsitzender des Committee on Patents and the Patent Office.
1853 berief US-Präsident Franklin Pierce ihn zum Leiter der United States Mint mit Sitz in Philadelphia, was er bis 1858 blieb. Danach arbeitete Sturgeon im Bankgewerbe. Er starb 1878 in Uniontown.